# Nekrolog 1302
Nekrolog
◄◄
| ◄
| 1298
| 1299
| 1300
| 1301
| 1302 | 1303 | 1304 | 1305 | 1306 | ► | ►►
Weitere Ereignisse | Allgemeiner Nekrolog 1302
Die Beschreibung der verstorbenen Person sollte so kurz wie möglich gehalten sein und nur deren signifikante Tätigkeit(en) enthalten.
Neue Namen ggf. auch unter dem Geburts- und Sterbedatum, also etwa unter 1. Januar und im Geburts- und Sterbejahr (2024) eintragen (nur bei entsprechender großer Wichtigkeit). Für Beispiele siehe die schon vorhandenen Artikel.
Außerdem über die fünf zuletzt Verstorbenen, zu denen es einen ausreichend guten Artikel für eine Präsentation auf der Hauptseite gibt, nach der todesbedingten Überarbeitung der Artikel ggf. auch unter Wikipedia Diskussion:Hauptseite informieren und sie am besten auch in den anderen Wikipedia-Sprachversionen eintragen. Tipp: Regelmäßig bei news.google.de nach „ist tot“, „gestorben“ oder „verstorben“ suchen.
Wenn eine Person gestorben ist, gibt es viele Seiten zu dieser Person in der Wikipedia, die davon auch betroffen sind und entsprechend aktualisiert werden müssen. Beispiele: Namenübersichtsseite, Geburtsjahr, Geburtsort-Seiten und viele mehr.
Wie finde ich die betroffenen Seiten?
Im Suchfeld auf der linken Seite gibt man den Suchbegriff so ein: „Vorname Nachname“. Dann klickt man auf Volltext und alle Seiten mit entsprechendem Suchtext werden aufgerufen. Hier sieht man dann schnell, wo auch das Todesjahr Sinn macht oder sogar ein Teil des Artikels angepasst werden muss. Auch hilft das „Werkzeug“ auf der linken Seite sehr gut, um solche Seiten aufzufinden: „Links auf diese Seite“. Somit ist die Wikipedia wieder aktuell in allen Bereichen! Hinweis: bei Eintragung der Kategorie „Gestorben JAHR“ wird der Missbrauchsfilter 49 ausgelöst, was jedoch nicht schlimm ist. Siehe: Spezial:Missbrauchsfilter/49
Dies ist eine Liste von im Jahr 1302 verstorbenen bekannten Persönlichkeiten. Die Einträge erfolgen innerhalb der einzelnen Daten alphabetisch sortiert. Tiere sind im Nekrolog für Tiere zu finden.

## Januar
| Tag        | Name                   | Beruf, bekannt als                               | Alter | Beleg |
| ---------- | ---------------------- | ------------------------------------------------ | ----- | ----- |
| 2. Januar  | Heinrich I.            | Fürst von Mecklenburg                            |       |       |
| 13. Januar | Ludwig I.              | Herr der Waadt                                   |       |       |
| 13. Januar | Wolfhard von Roth      | Bischof von Augsburg                             |       |       |
| 19. Januar | Al-Hākim I.            | Kalif der Abbasiden in Kairo                     |       |       |
| 26. Januar | Godfrey Giffard        | englischer Lordkanzler und Bischof von Worcester |       |       |
| Januar     | Friedrich von Bolanden | Bischof von Speyer                               |       |       |

## Februar
| Tag        | Name             | Beruf, bekannt als                                 | Alter | Beleg |
| ---------- | ---------------- | -------------------------------------------------- | ----- | ----- |
| 1. Februar | Andrea dei Conti | italienischer Franziskaner, Einsiedler und Seliger |       |       |

## März
| Tag     | Name                                 | Beruf, bekannt als    | Alter | Beleg |
| ------- | ------------------------------------ | --------------------- | ----- | ----- |
| 9. März | Gerardo Bianchi                      | katholischer Priester | 82    |       |
| 9. März | Richard FitzAlan, 8. Earl of Arundel | englischer Adeliger   | 35    |       |

## April
| Tag      | Name                   | Beruf, bekannt als                 | Alter | Beleg |
| -------- | ---------------------- | ---------------------------------- | ----- | ----- |
| 9. April | Konstanze von Sizilien | Königin von Aragonien und Sizilien |       |       |

## Mai
| Tag    | Name               | Beruf, bekannt als                 | Alter | Beleg |
| ------ | ------------------ | ---------------------------------- | ----- | ----- |
| 1. Mai | Vidkunn Erlingsson | norwegischer Ritter                |       |       |
| 2. Mai | Blanche d’Artois   | Regentin von Navarra und Champagne |       |       |

## Juli
| Tag      | Name                   | Beruf, bekannt als                                                                | Alter | Beleg |
| -------- | ---------------------- | --------------------------------------------------------------------------------- | ----- | ----- |
| 11. Juli | Guy I. de Clermont     | Herr von Breteuil und Offemont, Marschall von Frankreich                          |       |       |
| 11. Juli | Pierre Flote           | französischer Legist                                                              |       |       |
| 11. Juli | Gottfried von Aerschot | Herr von Aerschot und Vierzon                                                     |       |       |
| 11. Juli | Jacques de Châtillon   | Herr von Leuze, Condé, Carency, Buquoy und Aubigny, Gouverneur von Flandern       |       |       |
| 11. Juli | Johann I.              | Graf von Dammartin, Herr von Trie                                                 |       |       |
| 11. Juli | Johann I.              | Graf von Aumale                                                                   |       |       |
| 11. Juli | Johann III. von Eu     | Graf von Eu und Guînes                                                            |       |       |
| 11. Juli | Raoul II. de Clermont  | Herr von Nesle, Vizegraf von Châteaudun, Chambellan und Connétable von Frankreich |       |       |
| 11. Juli | Robert II.             | Graf von Artois                                                                   | 51    |       |
| 11. Juli | Simon de Melun         | Herr von La Loupe und Marcheville, Marschall von Frankreich                       |       |       |
| 13. Juli | Alexander Lüneburg     | Ratsherr und Bürgermeister in Lübeck                                              |       |       |

## September
| Tag          | Name            | Beruf, bekannt als               | Alter | Beleg |
| ------------ | --------------- | -------------------------------- | ----- | ----- |
| 6. September | John de St John | englischer Adeliger und Diplomat |       |       |
| September    | Heinrich III.   | Graf von Bar                     |       |       |

## Oktober
| Tag         | Name                   | Beruf, bekannt als               | Alter | Beleg |
| ----------- | ---------------------- | -------------------------------- | ----- | ----- |
| 10. Oktober | Theoderich von Neuhaus | Bischof von Olmütz               |       |       |
| 28. Oktober | Matteo d’Acquasparta   | Kardinal der katholischen Kirche |       |       |

## November
| Tag          | Name               | Beruf, bekannt als                             | Alter | Beleg |
| ------------ | ------------------ | ---------------------------------------------- | ----- | ----- |
| 17. November | Gertrud von Helfta | Zisterzienserin im Kloster Helfta bei Eisleben | 46    |       |

## Dezember
| Tag          | Name                | Beruf, bekannt als                                                                                      | Alter | Beleg |
| ------------ | ------------------- | --- | ----- | ----- |
| 2. Dezember  | Audun Hugleiksson   | norwegischer Politiker                                                                                  |       |       |
| 12. Dezember | Adolf II.           | Graf von Waldeck und Bischof von Lüttich                                                                |       |       |
| 21. Dezember | Jean II. d’Harcourt | französischer Ritter, Herr von Harcourt, Baron von Elbeuf, Vizegraf von Châtellerault und Saint-Sauveur |       |       |
| 26. Dezember | Waldemar            | König von Schweden                                                                                      |       |       |
| 29. Dezember | Wizlaw II.          | Fürst von Rügen                                                                                         |       |       |
| 31. Dezember | Friedrich III.      | Herzog von Oberlothringen                                                                               |       |       |

## Datum unbekannt
| Tag | Name                             | Beruf, bekannt als                                                                        | Alter | Beleg |
| --- | -------------------------------- | ----------------------------------------------------------------------------------------- | ----- | ----- |
|     | Cimabue                          | italienischer Renaissance-Maler                                                           |       |       |
|     | Arnaud de Gabaston               | französischer Adliger                                                                     |       |       |
|     | Heinrich II.                     | deutscher Adliger                                                                         |       |       |
|     | John II. Comyn, Lord of Badenoch | schottischer Grundherr und Regent                                                         |       |       |
|     | Muhammad II. al-Faqih            | Emir von Granada (1273–1302)                                                              |       |       |
|     | Gérard de Rhéninghe              | Bischof von Metz                                                                          |       |       |
|     | Rhys Fychan                      | Lord von Deheubarth in Südwales                                                           |       |       |
|     | Rhys Wyndod                      | Lord von Deheubarth in Südwales                                                           |       |       |
|     | Rudolf II. von Montfort          | Graf von Montfort-Feldkirch, Begründer der Feldkircher Linie der Pfalzgrafen von Tübingen |       |       |
|     | Wok II. von Krumau               | böhmischer Adliger aus dem Krumauer Familienzweig der Witigonen, der mit ihm erlosch      |       |       |